# Belegiš

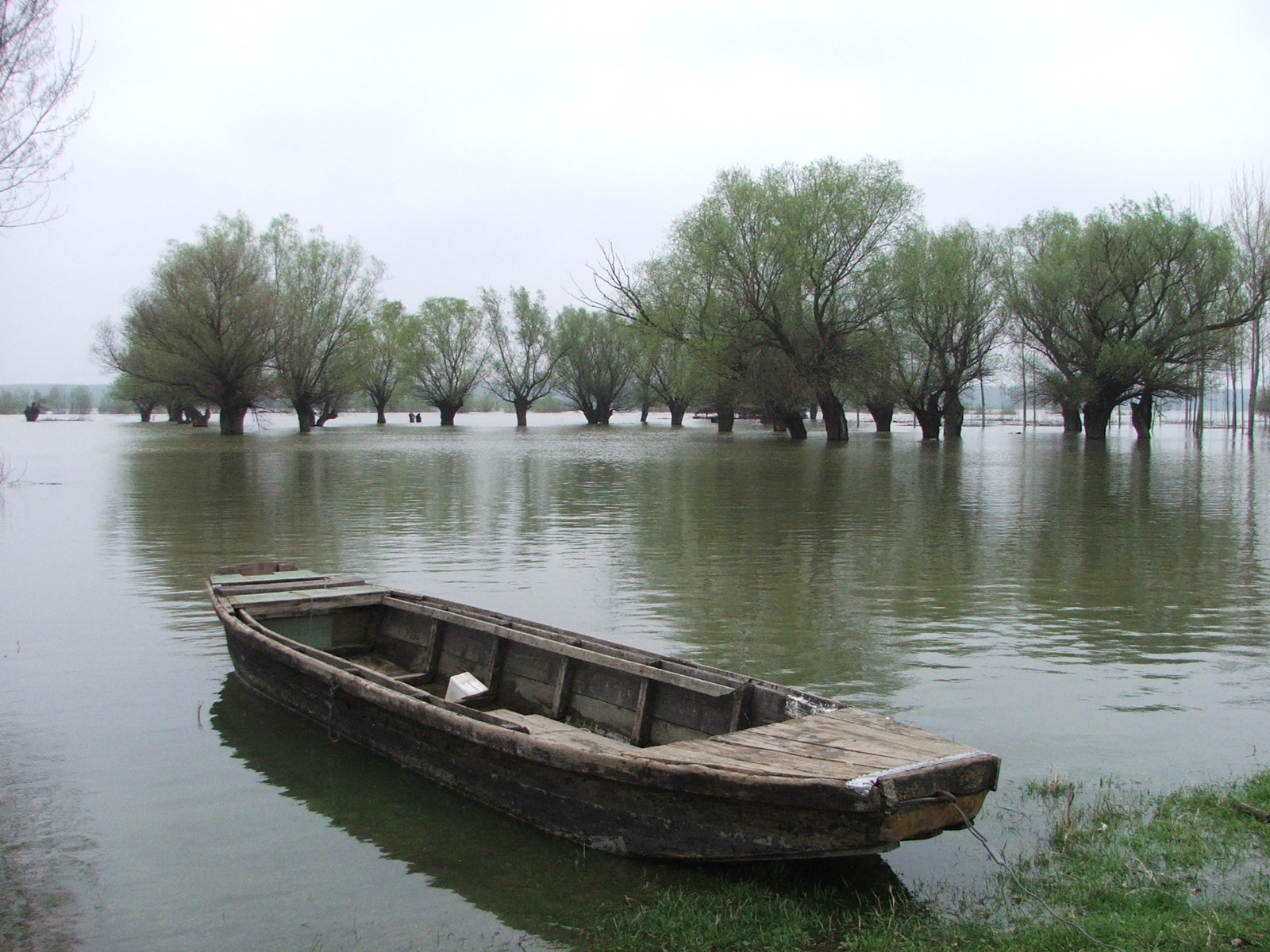
Débordement du Danube à Belegiš

Belegiš (en serbe cyrillique : Белегиш) est une localité de Serbie située dans la province autonome de Voïvodine. Elle fait partie de la municipalité de Stara Pazova dans le district de Syrmie (Srem). Au recensement de 2011, elle comptait 2 875 habitants.
Belegiš est officiellement classé parmi les villages de Serbie.

## Géographie
Belegiš est situé sur la rive droite du Danube, à proximité de la route européenne E75.

## Histoire
La fondation de Belegiš remonte au XVIe siècle, quand 23 familles vinrent s'installer sur la rive droite du Danube. Les nouveaux habitants y bâtirent une petite église en bois et en mortier, avec un toit en roseau. En 1771, une nouvelle église fut édifiée sur une colline près du Danube ; à cette époque, le village comptait 230 foyers. En raison des variations fréquentes dans le cours du Danube, les fondations de l'édifice devinrent instables et l'église se détériora. En 1927, une troisième église fut construite, un peu plus à l'écart du fleuve et le centre du village se réorganisa autour d'elle.

## Démographie

### Évolution historique de la population
| 1948  | 1953  | 1961  | 1971  | 1981  | 1991  | 2002  | 2011  |
| ----- | ----- | ----- | ----- | ----- | ----- | ----- | ----- |
| 2 366 | 2 505 | 2 633 | 2 440 | 2 430 | 2 605 | 3 116 | 2 875 |

|  |